# Хари Бингам
Хари Бингам (на английски: Harry Bingham) е британски писател на бестселъри в жанра трилър и документалистика.

## Биография и творчество
Томас Хенри Бингам – Хари Бингам е роден през 1967 г. в Лондон, Англия. Баща му Томас Бингам е бил главен съдия на Обединеното кралство. Отраства в Уелс. Завършва Оксфордския университет. След дипломирането си в продължение на 10 години работи като инвестиционен банкер. През 1997 г. напуска работата си, за да се грижи за жена си, която е инвалид. Заедно с грижите за съпругата си започва да пише криминална литература.
Първият му трилър „Наследството на Градли“ е публикуван през 2000 г. Номиниран е за награда за най-добър първи роман.
През 2007 г. издава първия си документална книга „This Little Britain“.
През 2012 г. е издаден първият му криминален роман „Talking to the Dead“ от поредицата „Фиона Грифитс“. Романът е написан в първо лице от името на героинята – младата детективка Фиона Грифитс имаща тайнствено минало.
През 2005 г. е един от основателите на британската организация „The Writers' Workshop“ и сайта ѝ „The Word Cloud“, която консултира млади писатели и им преподава лекции по творческо писане.
Хари Бингам живее със семейството си в Оксфорд, Оксфордшир.

## Произведения

### Самостоятелни романи
- The Money Makers (2000)
Наследството на Градли, изд.: „Обсидиан“, София (2001), прев. Боян Дамянов
- Sweet Talking Money (2001)
Сладък шум на пари, изд.: „Обсидиан“, София (2001), прев. Любомир Николов
- The Sons of Adam (2003)
Синовете на Адам, изд.: „Обсидиан“, София (2004), прев. Любомир Николов
- Glory Boys (2005)
Авиатори, изд.: „Обсидиан“, София (2005), прев. Веселин Лаптев
- The Lieutenant's Lover (2006)

### Серия „Фиона Грифитс“ (Fiona Griffiths)
1. Talking to the Dead (2012)
2. Love Story, With Murders (2013)
3. The Strange Death of Fiona Griffiths (2014)
4. This Thing of Darkness (2015)

### Документалистика
- This Little Britain: How One Small Country Changed the Modern World (2007)
- Stuff Matters (2010)
- The Writers and Artists Guide to How to Write (2010)
- Getting Published: ..and Staying Published (2010)
- By the Queen's Most Excellent Majesty: A Pre-History of American Democracy (2014)
- Why Is English Spelling So Damn Odd?: What the Quirks of Our Language Say About Us (2014)